# Philipper (Täufer)
Die Philipper waren eine nach Philipp Plener benannte Gruppierung innerhalb der radikal-reformatorischen Täuferbewegung in Mähren und Oberösterreich. 

## Geschichte
Die Philipper gehen im Wesentlichen auf die Aktivitäten des Predigers Philipp Plener in Südwestdeutschland zurück. Ein Zentrum seiner Arbeit bildete um 1526/27 die badische Stadt Bruchsal. Im Jahr 1527 emigrierte Plener über Augsburg nach Mähren und siedelte sich mit einem Teil seiner Gemeinde zusammen mit den von Gabriel Ascherham betreuten schlesischen Gabrielern in Rossitz an. Kurze Zeit später gründete Plener mit anderen südwestdeutschen Täufern einen Bruderhof bei Auspitz (tschechisch: Hustopeče). Zwei Jahre später kamen weitere Emigranten aus der Täufergemeinde Bruchsal. Die Gemeinde Auspitz zählte im Jahr 1535 schließlich etwa 400 Mitglieder. Viele ihrer Namen wurden später im Geschichtsbuch der Hutterer festgehalten. Neben dem Hof bei Auspitz bestand noch ein kleinerer Bruderhof bei Pulgram (tschechisch: Bulhary). In Auspitz siedelten die Philipper nahe einer von Austerlitz nach Auspitz übergesiedelten Täufergemeinde, die sich später nach Jakob Hutter Hutterer nannte. Letztere bestand überwiegend aus Tiroler Täufern. Auch zu den Gabrielern in Rossitz bestanden weiterhin freundschaftliche Kontakte. 1531 bildeten diese drei kommunitär lebenden Täufergruppen einen losen Zusammenschluss mit zusammen etwa 4000 Gemeindegliedern. Bei einem Treffen zwischen den Leitern der drei Täufergruppen im Oktober 1533 kam es jedoch zu einem Zerwürfnis, was dazu führte, dass sich die Hutterer, die Gabrieler und die Philipper in den folgenden Jahren als eigenständige täuferische Denominationen weiterentwickelten. 
Nachdem 1535 die Verfolgungen der Täufer in Mähren zunahmen, kehrte der größte Teil der Philipper schließlich wieder zurück nach Deutschland. Hier gaben sie die Gütergemeinschaft auf und bildeten im Raum Bruchsal eine neue Gemeinde. Ein kleinerer Teil schloss sich den in Mähren verbliebenen Hutterern an. Die Gemeinde bei Bruchsal wurde noch einige Male in Briefen Peter Riedemanns genannt, verschmolz in den folgenden Jahren jedoch mit den sie umgebenden südwestdeutschen Täufergemeinden. Dies geschah eventuell auch vor dem Hintergrund der täuferischen Einigungsbemühungen Pilgram Marpecks im Großraum Straßburg/Worms. Weitere philippische Gemeinden bestanden zwischen 1534 und 1541 in den oberösterreichischen Städten Steyr, Linz und Gmunden. Trotz Bemühungen Peter Riedemanns konnten sich diese Gemeinden nicht auf Dauer halten. Einige der oberösterreichischen Philipper schlossen sich später ebenfalls den Hutterern in Mähren an. 
Ein Beispiel für die Theologie der philippischen Täufer ist die von Hans Haffner publizierte Schrift Was ein echter Soldat Christi, in der Haffner die Gelassenheit und innere Hingabe an Gott betont. Auf eine im Spätsommer 1535 in Passau festgenommene Gruppe von Philippern geht auch der Kernbestand des täuferischen Gesangbuches Ausbund zurück (Liednummern 81 – 129).
Die Philipper geben zusammen mit den Gabrielern, den Sabbatern, den von Balthasar Hubmaier geprägten Nikolsburger Täufern und den dem Marpeck-Kreis angehörenden Austerlitzer Brüdern ein Beispiel für die Pluralität der frühen mährischen Täuferbewegung. Sie zeigen, wie sich neben den Hutterern in der ersten Hälfte des 16. Jahrhunderts zum Teil noch andere täuferische Gemeindebewegungen in Mähren entwickeln konnten.